# Pentalina
Die Pentalina ist eine Fähre der schottischen Reederei Pentland Ferries.

## Geschichte
Die als Katamaran konzipierte Fähre wurde unter der Baunummer 1025 auf der Werft FBMA Marine in Cebu auf den Philippinen gebaut. Bestellt worden war das Schiff am 19. Februar 2007. Mit dem Bau des Schiffes wurde noch im Februar 2007 begonnen. Der Stapellauf fand im 22. April 2008 statt, die Fertigstellung des Schiffes erfolgte im Juli 2008. Anschließend wurde die Fähre auf eigenem Kiel nach Schottland überführt, wo sie am 10. Dezember ankam.
Entworfen worden war das Schiff von dem australischen Schiffsarchitekturbüro Sea Transport Solutions. Die Baukosten des Schiffes beliefen sich auf £ 7 Mio.
Die Fähre wurde Anfang 2009 auf der Strecke über den Pentland Firth zwischen Gills Bay auf dem schottischen Festland und St Margaret’s Hope auf der Orkneyinsel South Ronaldsay in Dienst gestellt. Sie ersetzte hier die Pentalina-B und die Claymore.
Am 1. November 2019 wurde die Fähre durch die Alfred ersetzt und anschließend aufgelegt. Überlegungen, die Fähre auf einer anderen Strecke einzusetzen, so wurde beispielsweise eine Verbindung zu den Shetlands bzw. ein Chartereinsatz bei CalMac Ferries an der schottischen Westküste geprüft, ließen sich nicht realisieren.

## Technische Daten und Ausstattung
Die Fähre wird von vier Cummins-Dieselmotoren des Typs KTA-38 M mit jeweils 969 kW Leitung angetrieben. Die Motoren wirken auf vier Propeller. Die Fähre ist mit zwei Bugstrahlrudern ausgestattet.
Das Schiff ist mit einem über eine Heckrampe zugänglichen Fahrzeugdeck ausgestattet. Das Fahrzeugdeck ist nach oben zu einem großen Teil offen. Auf beiden Seiten ist ein Teil des Fahrzeugdecks von den Decksaufbauten überbaut. Hier sind Aufenthaltsräume für die Passagiere untergebracht. Darüber befinden sich jeweils offene Decks mit Sitzgelegenheiten. Im vorderen Bereich ist das Fahrzeugdeck auf der gesamten Breite mit Decksaufbauten überbaut, in denen sich weitere Aufenthaltsräume für Passagiere befinden.
Im vorderen Bereich der Decksaufbauten ist die geschlossene Brücke untergebracht. Zur Verbesserung der Übersicht gehen die Nocken etwas über die Schiffsbreite hinaus.
Das Schiff kann 78 Pkw oder 32 Pkw und 12 Lkw befördern. Die Passagierkapazität beträgt 250 Personen im Winterhalbjahr und 348 Personen im Sommerhalbjahr.
Der Schiffsrumpf besteht aus Stahl, die Aufbauten aus Aluminium.